# Rugby 7 na Igrzyskach Wspólnoty Narodów Młodzieży 2017
Turniej rugby 7 na Igrzyskach Wspólnoty Narodów Młodzieży 2017 odbył się na Thomas Robinson Stadium w Nassau w dniach 19–21 lipca 2017 roku.
Rugby siedmioosobowe w programie tych zawodów pojawiło się po raz czwarty, po raz drugi zorganizowano zaś turniej żeński. W obu turniejach wzięło udział po sześć reprezentacji, a każda z nich liczyła maksymalnie dwunastu zawodników urodzonych w latach 1999–2000. Rywalizacja odbywała się w pierwszej fazie systemem kołowym w ramach jednej grupy, następnie czołowa dwójka zmierzyła się w finale, dwie kolejne walczyły o brąz, pozostałe dwie zaś o miejsce piąte. Areną zmagań był Thomas Robinson Stadium.
W zawodach triumfowali Samoańczycy oraz Australijki. Składy zespołów.

## Podsumowanie

### Klasyfikacja medalowa
| Miejsce | Reprezentacja | Złoto | Srebro | Brąz | Razem |
| ------- | ------------- | ----- | ------ | ---- | ----- |
| 1       | Australia     | 1     | 0      | 0    | 1     |
| 1       | Samoa         | 1     | 0      | 0    | 1     |
| 3       | Anglia        | 0     | 1      | 0    | 1     |
| 3       | Kanada        | 0     | 1      | 0    | 1     |
| 5       | Fidżi         | 0     | 0      | 1    | 1     |
| 5       | Walia         | 0     | 0      | 1    | 1     |
| Razem   | Razem         | 2     | 2      | 2    | 6     |

### Medaliści
| Konkurencja | 1. miejsce     | 2. miejsce  | 3. miejsce |
| ----------- | -------------- | ----------- | ---------- |
| Mężczyźni   | Samoa U-18     | Anglia U-18 | Fidżi U-18 |
| Kobiety     | Australia U-18 | Kanada U-18 | Walia U-18 |

## Mężczyźni

### Faza grupowa
| 19 lipca 201709:00 | Fidżi U-18 | 59:0 | Bahamy U-18 | Thomas Robinson Stadium, Nassau |
| 19 lipca 201709:00 |            | 59:0 |             | Thomas Robinson Stadium, Nassau |

| 19 lipca 201709:22 | Anglia U-18 | 7:19 | Samoa U-18 | Thomas Robinson Stadium, Nassau |
| 19 lipca 201709:22 |             | 7:19 |            | Thomas Robinson Stadium, Nassau |

| 19 lipca 201709:44 | Kanada U-18 | 19:17 | Sri Lanka U-18 | Thomas Robinson Stadium, Nassau |
| 19 lipca 201709:44 |             | 19:17 |                | Thomas Robinson Stadium, Nassau |

| 19 lipca 201713:00 | Fidżi U-18 | 14:7 | Sri Lanka U-18 | Thomas Robinson Stadium, Nassau |
| 19 lipca 201713:00 |            | 14:7 |                | Thomas Robinson Stadium, Nassau |

| 19 lipca 201713:22 | Anglia U-18 | 26:10 | Kanada U-18 | Thomas Robinson Stadium, Nassau |
| 19 lipca 201713:22 |             | 26:10 |             | Thomas Robinson Stadium, Nassau |

| 19 lipca 201713:44 | Samoa U-18 | 59:5 | Bahamy U-18 | Thomas Robinson Stadium, Nassau |
| 19 lipca 201713:44 |            | 59:5 |             | Thomas Robinson Stadium, Nassau |

| 19 lipca 201716:00 | Fidżi U-18 | 19:21 | Kanada U-18 | Thomas Robinson Stadium, Nassau |
| 19 lipca 201716:00 |            | 19:21 |             | Thomas Robinson Stadium, Nassau |

| 19 lipca 201716:22 | Anglia U-18 | 72:0 | Bahamy U-18 | Thomas Robinson Stadium, Nassau |
| 19 lipca 201716:22 |             | 72:0 |             | Thomas Robinson Stadium, Nassau |

| 19 lipca 201716:44 | Samoa U-18 | 36:14 | Sri Lanka U-18 | Thomas Robinson Stadium, Nassau |
| 19 lipca 201716:44 |            | 36:14 |                | Thomas Robinson Stadium, Nassau |

| 20 lipca 201709:00 | Fidżi U-18 | 15:14 | Samoa U-18 | Thomas Robinson Stadium, Nassau |
| 20 lipca 201709:00 |            | 15:14 |            | Thomas Robinson Stadium, Nassau |

| 20 lipca 201709:22 | Anglia U-18 | 32:5 | Sri Lanka U-18 | Thomas Robinson Stadium, Nassau |
| 20 lipca 201709:22 |             | 32:5 |                | Thomas Robinson Stadium, Nassau |

| 20 lipca 201709:44 | Kanada U-18 | 42:0 | Bahamy U-18 | Thomas Robinson Stadium, Nassau |
| 20 lipca 201709:44 |             | 42:0 |             | Thomas Robinson Stadium, Nassau |

| 20 lipca 201712:30 | Sri Lanka U-18 | 76:0 | Bahamy U-18 | Thomas Robinson Stadium, Nassau |
| 20 lipca 201712:30 |                | 76:0 |             | Thomas Robinson Stadium, Nassau |

| 20 lipca 201712:52 | Kanada U-18 | 5:33 | Samoa U-18 | Thomas Robinson Stadium, Nassau |
| 20 lipca 201712:52 |             | 5:33 |            | Thomas Robinson Stadium, Nassau |

| 20 lipca 201713:14 | Fidżi U-18 | 19:26 | Anglia U-18 | Thomas Robinson Stadium, Nassau |
| 20 lipca 201713:14 |            | 19:26 |             | Thomas Robinson Stadium, Nassau |

### Faza pucharowa
| 21 lipca 201709:30 | Sri Lanka U-18 | 43:5 | Bahamy U-18 | Thomas Robinson Stadium, Nassau |
| 21 lipca 201709:30 |                | 43:5 |             | Thomas Robinson Stadium, Nassau |

| 21 lipca 201710:30 | Fidżi U-18 | 28:14 | Kanada U-18 | Thomas Robinson Stadium, Nassau |
| 21 lipca 201710:30 |            | 28:14 |             | Thomas Robinson Stadium, Nassau |

| 21 lipca 201711:00 | Anglia U-18 | 5:10 | Samoa U-18 | Thomas Robinson Stadium, Nassau |
| 21 lipca 201711:00 |             | 5:10 |            | Thomas Robinson Stadium, Nassau |

### Klasyfikacja końcowa
| Miejsce | Reprezentacja  |
| ------- | -------------- |
| 1       | Samoa U-18     |
| 2       | Anglia U-18    |
| 3       | Fidżi U-18     |
| 4       | Kanada U-18    |
| 5       | Sri Lanka U-18 |
| 6       | Bahamy U-18    |

## Kobiety

### Faza grupowa
| 19 lipca 201710:06 | Australia U-18 | 60:0 | Bermudy U-18 | Thomas Robinson Stadium, Nassau |
| 19 lipca 201710:06 |                | 60:0 |              | Thomas Robinson Stadium, Nassau |

| 19 lipca 201710:28 | Kanada U-18 | 33:10 | Walia U-18 | Thomas Robinson Stadium, Nassau |
| 19 lipca 201710:28 |             | 33:10 |            | Thomas Robinson Stadium, Nassau |

| 19 lipca 201710:50 | Fidżi U-18 | 29:0 | Trynidad i Tobago U-18 | Thomas Robinson Stadium, Nassau |
| 19 lipca 201710:50 |            | 29:0 |                        | Thomas Robinson Stadium, Nassau |

| 19 lipca 201714:06 | Australia U-18 | 62:0 | Trynidad i Tobago U-18 | Thomas Robinson Stadium, Nassau |
| 19 lipca 201714:06 |                | 62:0 |                        | Thomas Robinson Stadium, Nassau |

| 19 lipca 201714:28 | Kanada U-18 | 40:7 | Fidżi U-18 | Thomas Robinson Stadium, Nassau |
| 19 lipca 201714:28 |             | 40:7 |            | Thomas Robinson Stadium, Nassau |

| 19 lipca 201714:50 | Walia U-18 | 58:0 | Bermudy U-18 | Thomas Robinson Stadium, Nassau |
| 19 lipca 201714:50 |            | 58:0 |              | Thomas Robinson Stadium, Nassau |

| 19 lipca 201717:06 | Australia U-18 | 41:5 | Fidżi U-18 | Thomas Robinson Stadium, Nassau |
| 19 lipca 201717:06 |                | 41:5 |            | Thomas Robinson Stadium, Nassau |

| 19 lipca 201717:28 | Kanada U-18 | 64:0 | Bermudy U-18 | Thomas Robinson Stadium, Nassau |
| 19 lipca 201717:28 |             | 64:0 |              | Thomas Robinson Stadium, Nassau |

| 19 lipca 201717:50 | Walia U-18 | 53:0 | Trynidad i Tobago U-18 | Thomas Robinson Stadium, Nassau |
| 19 lipca 201717:50 |            | 53:0 |                        | Thomas Robinson Stadium, Nassau |

| 20 lipca 201710:06 | Bermudy U-18 | 5:50 | Fidżi U-18 | Thomas Robinson Stadium, Nassau |
| 20 lipca 201710:06 |              | 5:50 |            | Thomas Robinson Stadium, Nassau |

| 20 lipca 201710:28 | Trynidad i Tobago U-18 | 0:31 | Kanada U-18 | Thomas Robinson Stadium, Nassau |
| 20 lipca 201710:28 |                        | 0:31 |             | Thomas Robinson Stadium, Nassau |

| 20 lipca 201710:50 | Walia U-18 | 0:26 | Australia U-18 | Thomas Robinson Stadium, Nassau |
| 20 lipca 201710:50 |            | 0:26 |                | Thomas Robinson Stadium, Nassau |

| 20 lipca 201713:36 | Bermudy U-18 | 0:20 | Trynidad i Tobago U-18 | Thomas Robinson Stadium, Nassau |
| 20 lipca 201713:36 |              | 0:20 |                        | Thomas Robinson Stadium, Nassau |

| 20 lipca 201713:58 | Walia U-18 | 26:7 | Fidżi U-18 | Thomas Robinson Stadium, Nassau |
| 20 lipca 201713:58 |            | 26:7 |            | Thomas Robinson Stadium, Nassau |

| 20 lipca 201714:20 | Australia U-18 | 24:17 | Kanada U-18 | Thomas Robinson Stadium, Nassau |
| 20 lipca 201714:20 |                | 24:17 |             | Thomas Robinson Stadium, Nassau |

### Faza pucharowa
| 21 lipca 201709:00 | Trynidad i Tobago U-18 | 29:0 | Bermudy U-18 | Thomas Robinson Stadium, Nassau |
| 21 lipca 201709:00 |                        | 29:0 |              | Thomas Robinson Stadium, Nassau |

| 21 lipca 201710:00 | Walia U-18 | 19:14 | Fidżi U-18 | Thomas Robinson Stadium, Nassau |
| 21 lipca 201710:00 |            | 19:14 |            | Thomas Robinson Stadium, Nassau |

| 21 lipca 201711:30 | Australia U-18 | 31:5 | Kanada U-18 | Thomas Robinson Stadium, Nassau |
| 21 lipca 201711:30 |                | 31:5 |             | Thomas Robinson Stadium, Nassau |

## Klasyfikacja końcowa
| Miejsce | Reprezentacja          |
| ------- | ---------------------- |
| 1       | Australia U-18         |
| 2       | Kanada U-18            |
| 3       | Walia U-18             |
| 4       | Fidżi U-18             |
| 5       | Trynidad i Tobago U-18 |
| 6       | Bermudy U-18           |